# Herbert Amann
Herbert Amann (11 de Outubro de 1919 - 12 de Janeiro de 1944) foi um oficial alemão que serviu na Heer durante a Segunda Guerra Mundial. Foi condecorado com a Cruz de Cavaleiro da Cruz de Ferro.